# Соседи из ада
«Сосе́ди из ада», также «А́дские соседи» (англ. Neighbors from Hell) является сатирическим американским мультипликационным телесериалом, премьера которого состоялась 7 июня 2010 года на телеканале TBS. В данный момент сериал насчитывает 10 серий, которые составляют 1 сезон. Исполнительный продюсер — Пэм Брэди. Название является отсылкой к знаменитой видеоигре «Как достать соседа» (в оригинале «Neighbours from Hell»).

## Сюжет
Сатана узнает, что «Petromundo», огромный глобальный конгломерат, создал супер-бур, который может просверлить до центра Земли и его (Сатану) смогут обнаружить. И поэтому он решает послать на Землю одного из своих демонов (Бальтазара), который обладает энциклопедическими знаниями о человеческой жизни благодаря любви к классическим телевизионным комедиям. Вместе со своим семейством Бальтазар переезжает в Хьюстон, где из эпизода в эпизод испытывают эмоциональное потрясение от культуры поведения местных обитателей и человечества в целом. Однако в процессе ассимиляции они узнают, что человеческий род не сильно отличается от демонов и жизнь на Земле подобна жизни в Аду, и постепенно привязываются к окружающим и к жизни на поверхности в целом. Несмотря на запрет Сатаны, часто используют свои сверхспобности для разрешения/создания конфликтных ситуаций.

## Персонажи

### Главные герои
- Бальтазар Адский (англ. Balthazor Hellman) — жизнерадостный, наивный и достаточно добродушный демон-отец семейства. Увлекается незаконным просмотром всевозможных земных ТВ-программ, в результате чего становится наиболее осведомлённым в человеческом поведении демоном. Дабы избежать наказания, а заодно и получить повышение по работе, вынужденно отправляется на Землю работать в предприятии «Petromundo». В зависимости от ситуации пытается получить либо повышение либо понижение по службе с целью подобраться к дрели, дабы уничтожить её. В качестве суперспособности может выпускать огонь из любых отверстий своего организма
- Тина Адская (англ. Tina Hellman) — сексапильная и волевая демонесса, жена Бальтазара и мать Джоша и Мэнди. В связи с переездом на Землю теряет новую работу и вынуждена притворяться домохозяйкой. Будучи любительницей спиртных напитков, жёлтой прессы и плохим водителем, рьяно печется о благополучии своих детей.
- Мэнди Адская (англ. Mandy Hellman) — 15-летняя дочь Бальтазара и Тины. Привлекательный, материалистичный и несколько поверхностый подросток, который все своё свободное время отправляет текстовые сообщения с мобильного телефона. Несмотря на своеобразную напыщенность, она бросает своего парня Вэйна из-за его негуманного отношения с инвалидами и непопулярными детьми. Обладает способностью стирать людям память.
- Джош Адский (англ. Josh Hellman) — 12-летний сын Бальтазара и Тины. Незрелый и озорной. Обладает способностями лазерного взгляда, общения с животными, а также оживление мёртвых существ (преимущественно практикует на животных). Обожает видеоигры и питает чувства к соседке Бетани.
- Пазузу (англ. Pazuzu) — весёлый, умный, всегда помогающий гоблин, замаскированный под домашнего питомца (собака). Умеет замораживать и размораживать время. Увлекается массовой культурой, фанатеет от Lady Gaga и Jonas Brothers.
- Влаартак Мимларк (англ. Vlaartark Mimlark) — эксцентричный и потенциальный шизофреник, страдающий геронтофилией. Считает себя умнее и важнее остальных членов семейства. Любимое блюдо — кошки. Родственный статус не ясен, Тина и Бальтазар называют его «дядей».
- Дон Киллбрайд (англ. Don Killbride) — безжалостный, циничный и коррумпированный глава «Petromundo», начальник Бальтазара. Периодически испытывает симпатию к Бальтазару, продвигая его по карьерной лестнице, тем самым всё больше отдаляя последнего от возможности подобраться к супер-дрели. Многоженец, тем не менее, испытывает половое влечение к Тине и был 6 раз женат, хотя в эпизодах было показано всего 2 супруги. Имеет сына Вэйна, бывшего парня Мэнди, обожает гольф, особенно собако-гольф, получает удовольствие от причинения физического насилия людям, использует дешёвую рабочую силу и склонен к взяточничеству. По мнению Бальтазара, является даже большим злом, чем Сатана.
- Марджои Сэйнт Спаркс (англ. Marjoe Saint Sparks) — любопытная, глуповатая и надоедливая соседка-болтушка. Имеет привычку появляться в неожиданных местах. Любит поговорить о своей семье и своём сексуальном опыте. Повсюду таскает с собой пуделя. В силу своего позитивного настроя не замечает периодические попытки Тины её убить, вместо этого считает себя её подругой и часто захаживает в гости.
- Джевдет Теветоглу (англ. Chevdet Tevetoglu) — турецкий эмигрант, лучший друг Бальтазара и главный инженер проекта по разработке супер-бура. Отчаянно пытается не потерять работу, дабы содержать свою многочисленную семью, поэтому спокойно реагирует на довольно частые оскорбления босса касательно своего происхождения. Любит проводить свободное время с Бальтазаром.

### Второстепенные персонажи
- Сатана (англ. Satan) — повелитель подземного мира, который посылает Бальтазара на поверхность уничтожить проект по созданию супер-дрели. Его привлекает внешний вид Тины, о чём он ей неоднократно говорит в присутствии Бальтазара. Повсюду ходит с маленьким помощником-обезьянкой, которая, судя по его намёкам, является по совместительству и его сексуальной игрушкой. В конце каждого эпизода является к Адским с целью узнать о ходе продвижения планов по устранению дрели. Перед тем как исчезнуть в клубах дыма, произносит: «Сатана, вон!» Не переносит лактозу.
- Чэмперс (англ. Champers) — суицидально настроенный пудель Марджои, вынужденный вступать с последней в половые сношения. Попытки закончить жизнь самоубийством неизменно заканчиваются провалом.
- Лорелай Киллбрайд (англ. Lorelai Killbride) — чванливая и злая с расистскими наклонностями шестая жена Дона. Благодаря своему стервозному характеру и склонностью к высмеиванию людей быстро находит общий язык с Тиной, дружба с которой, однако, заканчивается после нелестных замечаний в адрес Джоша. Она часто напивается, не прочь неформатных и беспорядочных сексуальных сношений.
- Уэйн Киллбрайд (англ. Wayne Killbride) — 21-летний сын Дона. Туповатый, незрелый, неприятный, но очень привлекательный и оттого самый популярный парень школы, учащийся все ещё в 10-м классе. Встречался с Мэнди. Слушает альтернативную рок-музыку (таких, как Coldplay) и Дейн Кука и одевается исключительно в магазинах бренда Ed Hardy.
- Джейкоб Мэнли (англ. Jacob Manlie) — 45-летний сосед с другой стороны улицы. Помешан на 1980-х, вследствие чего носит усы, ездит на Camaro, носит исключительно джинсы. В одном из эпизодов обвиняется в половом влечении к детям.

## Список эпизодов

### Сезон № 1: 2010
| №  | Оригинальное название               | Дата выхода в эфир |
| -- | ----------------------------------- | ------------------ |
| 1  | Snorfindesdrillsalgoho              | 7 июня 2010        |
| 2  | Country Club Hell                   | 14 июня 2010       |
| 3  | Gay Vampire Mexican                 | 21 июня 2010       |
| 4  | Screw the EPA                       | 28 июня 2010       |
| 5  | Family from Hell                    | 5 июля 2010        |
| 6  | Guns for Mutts                      | 12 июля 2010       |
| 7  | Robert the Insult Weight Loss Robot | 12 июля 2010       |
| 8  | Wolf Power                          | 19 июля 2010       |
| 9  | Attila the Rascal                   | 19 июля 2010       |
| 10 | Fantastic 15                        | 26 июля 2010       |